# Vszevolod Szerhijovics Knyazjev
Vszevolod Szerhijovics Knyazjev (ukránul: Всеволод Сергійович Князєв; Mikolajiv, 1979. május 25.) ukrán jogász, bíró, 2021. december 1-jétől 2023. május 16-ig az Ukrán Legfelsőbb Bíróság elnöke volt. E minőségéven hivatalból tagja volt ukrajnai Igazságügyi Főtanácsnak, valamint a Legfelsőbb Bíróság Nagykamarájának. 2023. május 15-én őrizetbe vették miközben kenőpénzt fogadott el. A következő napon, május 6-án menesztették a Legfelsőbb Bíróság elnöki tisztségéből.

## Életrajza
Mikolajivba született és ott töltötte fiatalkorát. Az Ukrán Állami Tengerészeti Műszaki Egyetem (2004-től: Makarov Tengernagy Nemzeti Hajógyártási Egyetem) Bölcsészettudományi Intézetében, majd az Odesszai Nemzeti Jogi Akadémián szerzett diplomát.
2001-ben vált jogosulttá ügyvédi tevékenység gyakorlására. Dolgozott ügyvédként és jogot oktatott a Makarov Tengernagy Nemzeti Hajógyártási Egyetemen is ( 2014-ben docens, 2021-ben pedig professzor lett).Ügyvédi jogosítványát 2013-ban felfüggesztették, amikor a 2013-ban a Mikolajivi Kerületi Közigazgatási Bíróság bírájaként kezdett dolgozni. 2015-ben ennek a bíróságnak az elnökévé nevezték ki.
2016-ban a Legfelsőbb Bíróság 2016-os reformja után létrehozott Közigazgatási Semmítőszék bírája lett. 2017. december 12-én a Legfelsőbb Bíróság Nagykamarájának titkárává választották.
A Legfelsőbb Bíróság plénuma 2021. október 22-én titkos szavazással megválasztotta a bíróság elnökévé (a plénum 169 tagja közül 98 szavazott rá). 2021. december 1-jén lépett hivatalba.

### Korrupciós ügye
2023. május 15-én az Ukrán Nemzeti Korrupcióellenes Hivatal (NABU) és a Korrupcióellenes Speciális Ügyészség (SZAPO) őrizetbe vette, amikor 2,7 millió dollár kenőpénzt vett át. A pénzt közvetítőkön keresztül egy Kosztyantin Zsevaho Franciaországban élő ukrán üzletember javára hozott döntéséért kapta. Az Ukrán Legfelsőbb Bíróság Nagykamarája a Ferrexpo Poltavai Bányászati és Feldolgozó Üzem 40,19%-os tulajdonjogával kapcsolatos ügyet tárgyalta. A bíróság ítéletében a cég részvényeinek tulajdonjogát helyben hagyta, érvénytelenítve egy 20 évvel korábbi, Zsevaho számára hátrányos adásvételi szerződést.
Másnap, 2023. május 26-án a Legfelsőbb Bíróság plénuma megvonta a bizalmat Knyazjevtől és felmentették a Legfelsőbb Bíróság elnöki tisztségéből.
Az ukrajnai Legfelsőbb Igazságszolgáltatási Tanács 2023. május 18-án hozzájárult Knyazjev előzetes letartóztatásban maradjon. Ugyanezen a napon a Legfelsőbb Korrupcióellenes Bíróság bírája úgy rendelkezett, hogy az előzetes letartóztatást 107,360 millió hrivnya óvadék lehetőségével egészítette ki.
A feltételezések szerint a kenőpénzt nem egyedül Knyazjev kapta volna, azt további bírók között osztották volna szét. A NABU további 18 bírónál tartott házkutatást az üggyel kapcsolatban. Az ügyletet a háttérben a kijevi Horeckij és társa ügyvédi iroda szervezte, amelynek tulajdonosát, Oleh Horeckij ügyvédet szintén letartóztatták.

## Magánélete
Felesége, Julija Anatolijivna Knyazjeva (született: Julija Anatolijivna Moroz) jegyzőként dolgozik. Egy fia (Volodimir) és egy lánya (Viktorija) van.